# Distretto di Dzierżoniów
Il distretto di Dzierżoniów (in polacco powiat dzierżoniowski) è un distretto polacco appartenente al voivodato della Bassa Slesia.

## Geografia antropica

### Suddivisioni amministrative
Il distretto comprende 7 comuni.
- Comuni urbani: Bielawa, Dzierżoniów, Pieszyce, Piława Górna
- Comuni urbano-rurali: Niemcza
- Comuni rurali: Dzierżoniów, Łagiewniki